# Adam-12 (serie televisiva 1968)
Adam-12 è una serie televisiva statunitense del 1968. Nel 1990 è stato prodotto il sequel New Adam-12.

## Trama
I due agenti di polizia Pete Malloy, veterano, e Jim Reed, recluta, pattugliano le strade di Los Angeles a bordo della loro macchina di servizio, la Adam-12 (una Plymouth Belvedere del 1967).
Una delle caratteristiche della serie è la molteplicità dei casi che si presentano ai due agenti nel corso di una singola puntata e la minuziosità dei particolari.

## Episodi
| Stagione         | Episodi | Prima TV USA | Prima TV Italia |
| ---------------- | ------- | ------------ | --------------- |
| Prima stagione   | 26      | 1968-1969    | 1985            |
| Seconda stagione | 26      | 1969-1970    | 1986            |
| Terza stagione   | 26      | 1970-1971    | 1987            |
| Quarta stagione  | 24      | 1971-1972    | 1988            |
| Quinta stagione  | 24      | 1972-1973    | 1989            |
| Sesta stagione   | 24      | 1973-1974    | 1990            |
| Settima stagione | 24      | 1974-1975    | 1991            |

## Personaggi e interpreti

### Personaggi principali
- Pete Malloy (stagioni 1-7), interpretato da Martin Milner.
Nel 1990, Martin Milner e Kent McCord girarono insieme un'altra serie TV intitolata Nashville Beat, nella quale vestivano ancora una volta i panni di due poliziotti di Los Angeles. Due dei figli dell'attore compaiono in alcuni episodi della serie: Andrew Milner interpreta un piccolo stunt su una bicicletta nell'episodio Divisione Notheast (1973), mentre Amy Milner compare nell'episodio Vittime del crimine (1975).
- Jim Reed (stagioni 1-7), interpretato da Kent McCord.
Kent McCord ha avuto anche un piccolo ruolo nella serie televisiva di Batman nella quale interpreta un giovane poliziotto che voleva fare la multa alla Batmobile per divieto di sosta.
- Dispatcher (stagioni 1-7), interpretato da Sharon Claridge.
- MacDonald (stagioni 1-7), interpretato da William Boyett.
- Jerry Woods (stagioni 5-7), interpretato da Fred Stromsoe.

### Personaggi secondari
- Ed Wells (stagioni 2-7), interpretato da Gary Crosby.
- Brinkman (stagioni 1-6), interpretato da Claude Johnson.
- Moore (stagioni 1-6), interpretato da Art Gilmore.
- Jerry Walters (stagioni 1-6), interpretato da William Stevens.
- Sanchez (stagioni 2-3), interpretato da Marco López.
- Stone (stagioni 2-4), interpretato da Robert Patten.
- Jerry Miller (stagioni 1-6), interpretato da Jack Hogan.
- Miller (stagione 1), interpretato da Kenneth Washington.
- Cole Edwards (stagioni 2-7), interpretato da Chuck Bowman.
- Grant (stagioni 4-7), interpretato da William Elliott.
- Russo (stagione 1), interpretato da Robert Rothwell.

## Produzione
La radio usata nella Adam-12 era una vera radio di polizia usata dai dipartimenti di Los Angeles negli anni '60 e '70 e la voce apparteneva ad un vero agente della sala radio della LAPD, Sharon Claridge.